# Підколки
Підко́лки (рос. Подколки) — село у складі Бузулуцького району Оренбурзької області, Росія.

## Населення
Населення — 857 осіб (2010; 919 у 2002).
Національний склад (станом на 2002 рік):
- росіяни — 92 %